# Anystis baccarum
Anystis baccarum är en spindeldjursart som beskrevs av Carl von Linné 1758. Anystis baccarum ingår i släktet Anystis och familjen Anystidae. Arten är reproducerande i Sverige. Inga underarter finns listade i Catalogue of Life.